# Авио
А́вио (итал.  Avio ) — коммуна в Италии, расположена в автономной области Трентино-Альто-Адидже, подчиняется административному центру Тренто.
Население коммуны, на 01.01.2025 года, составляло 4108 человек, плотность населения ─ 59,49 чел./км². Коммуна занимает площадь 69,06 км². Почтовый индекс — 38063. Телефонный код — 0464.

## География
Авио находится примерно в 40 километрах к югу от областной столицы Тренто, в сообществе Валлагарина на берегу реки Адидже в низовье одноимённой долины. 
Территория коммуны граничит с коммунами провинции Тренто ─ Ала и Брентонико, а также с коммунами провинции Верона — Брентино-Беллуно, Дольче, Феррара-ди-Монте-Бальдо, Мальчезине и Сант-Анна-д’Альфаэдо. 
В состав коммуны входят фракции: Боргетто, Мама, Мази, Саббионара, Во Дестро и Во Синистро. 
В историческом центре Саббионары, пересекаемом узкими улочками, находится Замок Авио (англ.), который был построен в XI веке и значительно расширен в XIII.

## Климат
Согласно климатической классификации итальянских муниципалитетов, Авио входит в климатическую зону E, количество градусо-дней составляет 2580.

## История
В эпоху лангобардов местность являлась частью двора монастыря Сан-Коломбано приората Бардолино, находящегося в зависимости от Аббатства Боббио. Монахи благовествовали на данной территории, способствуя развитию культуры и торговли, сельского хозяйства (особенно выращиванию винограда и оливок) и системы рыболовства, внедряя важные новшества и открывая торговые пути.
В XIII веке в Авио сложилось владычество семьи Кастельбарко, которая в 1198 году приобрела местный замок. Вскоре Кастельбарко стали накапливать власть и богатство в долине, но после смерти Этторе Кастельбарко, не оставившего потомков, викариат Авио, наряду с Ала и Брентонико, перешел под власть Венецианской республики. Этот факт был воспринят одобрительно обеими сторонами: если венецианцам нужна была база для расширения на север, то жители местности получали некоторую автономию, которая привела к золотому веку.
Серениссима была вынуждена оставить Авио, как и остальную часть южного Трентино, в 1509 году после поражения в битве при Аньяделло. Впоследствии Авио был включен во владения Габсбургов. Во время Первой мировой войны город был оккупирован Королевской итальянской армией через несколько дней после вступления итальянцев в конфликт. В 1919 году согласно Сен-Жерменскому договору Авио был официально присоединён к Королевству Италия.
В коммуне особо отмечается праздник Успения Пресвятой Богородицы 15 августа.

## Демография
Динамика населения

## Города-побратимы
- Кавриана (итал. Cavriana), Италия[9]

## Галерея

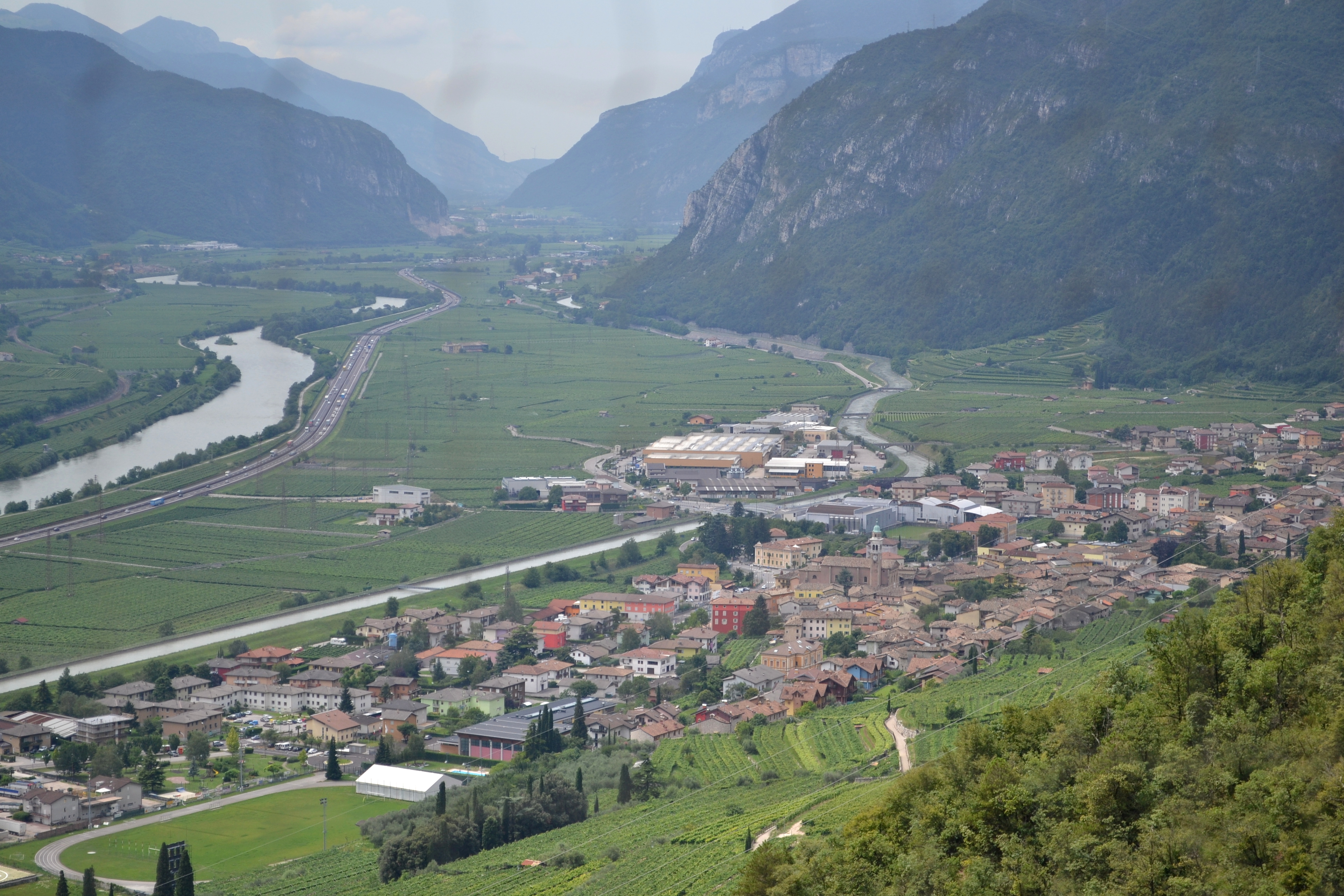
Вид на коммуну и долину
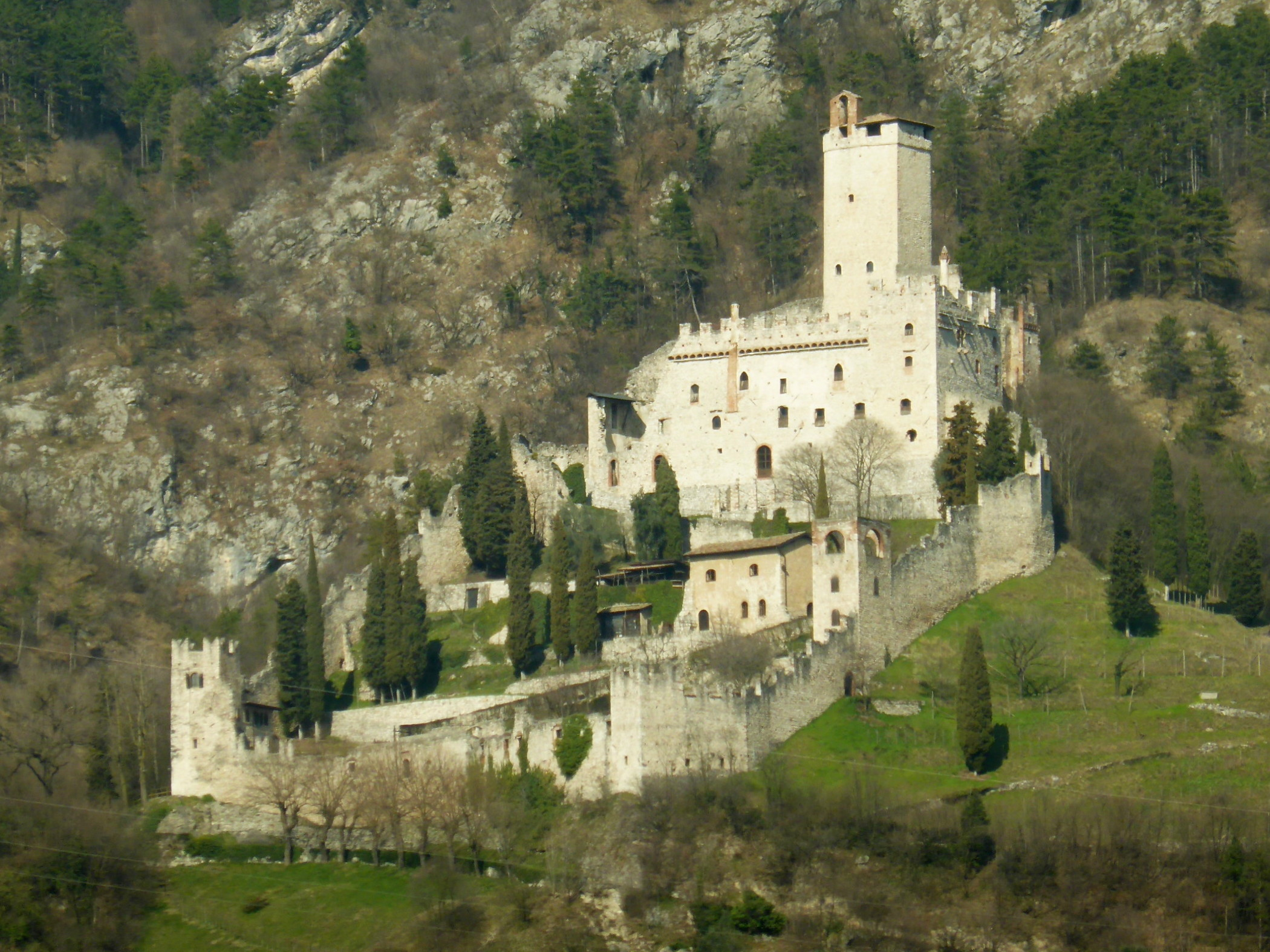
Замок Авио
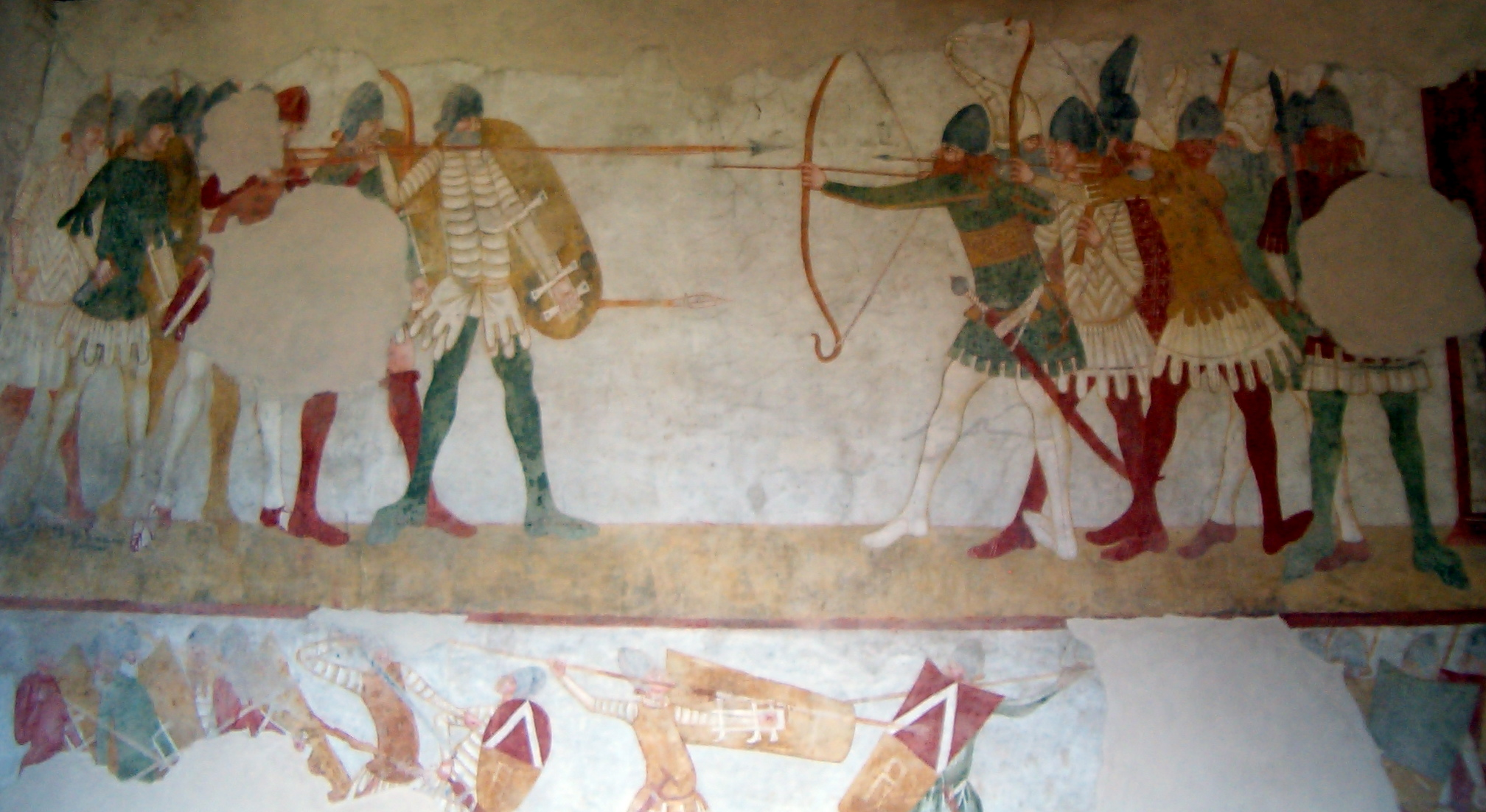
Фрески в замке
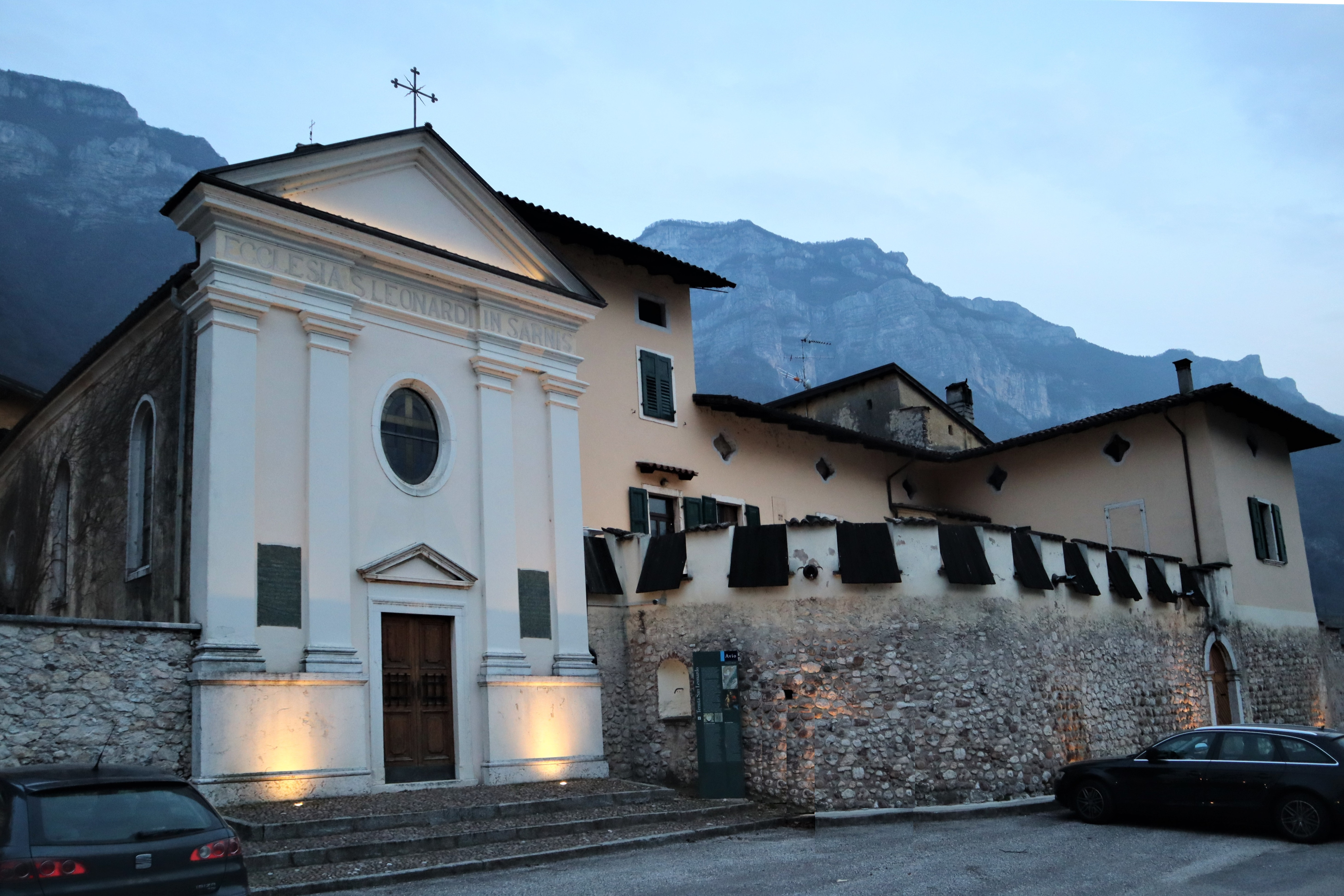
Церковь Сан-Леонардо
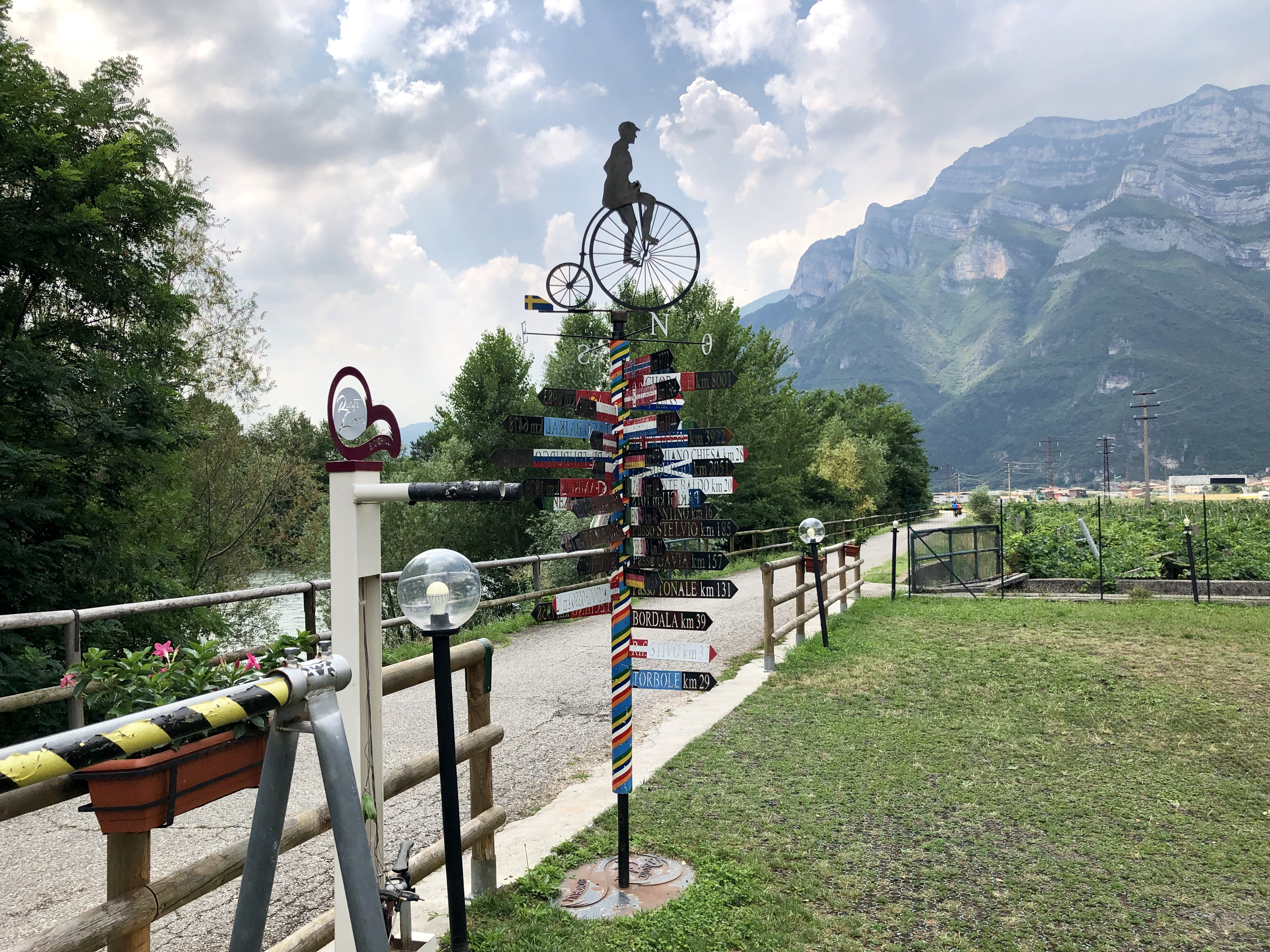
Велосипедная дорожка в долине Адидже